# Sagittaria sagittifolia
La sagittaria comune (Sagittaria sagittifolia L.), chiamata anche erba saetta a causa della forma delle sue foglie, è una pianta acquatica della famiglia delle Alismatacee, diffusa nelle zone umide delle regioni temperate dell'Europa e dell'Asia.

## Descrizione

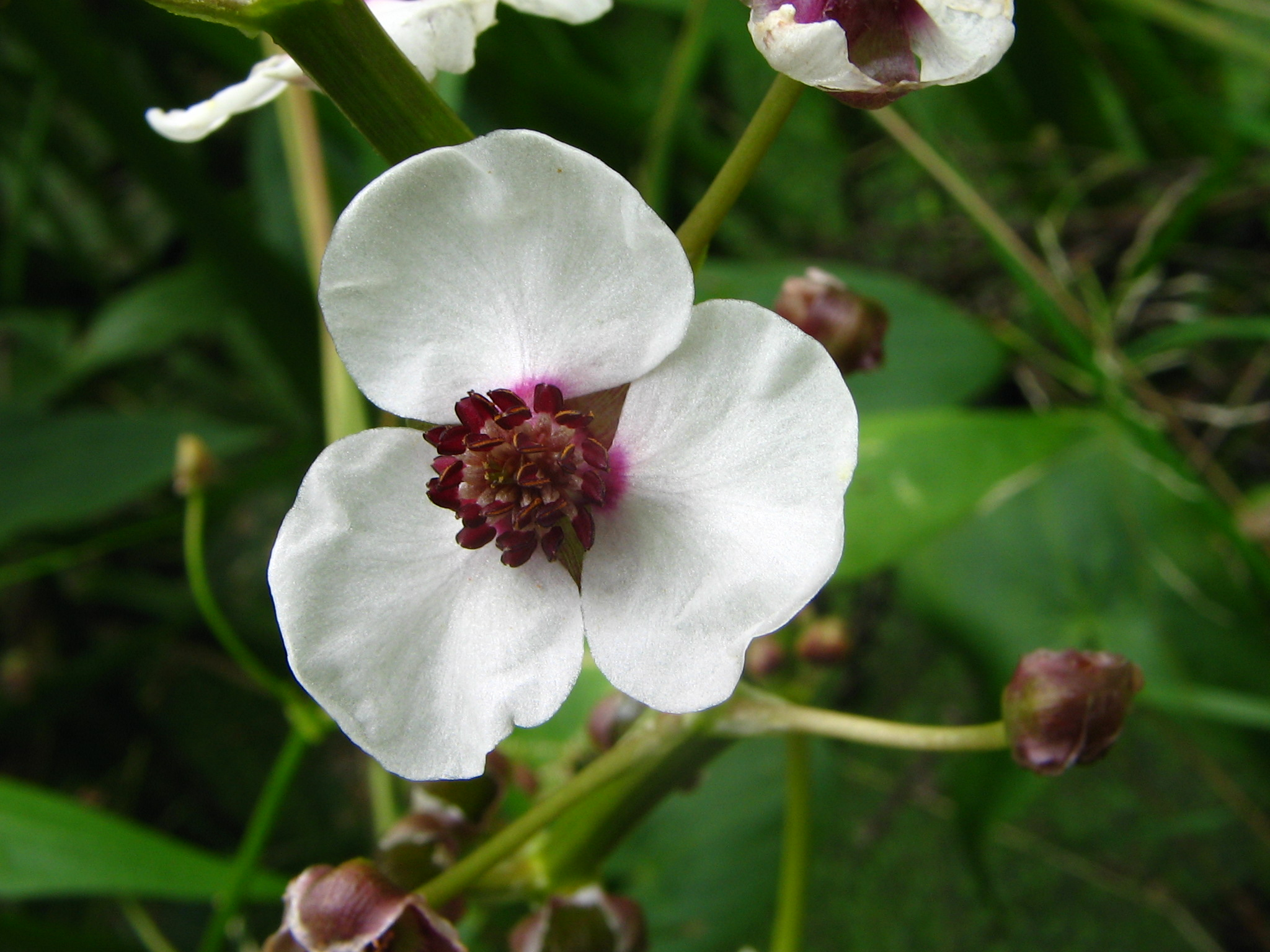
Fiori di sagittaria

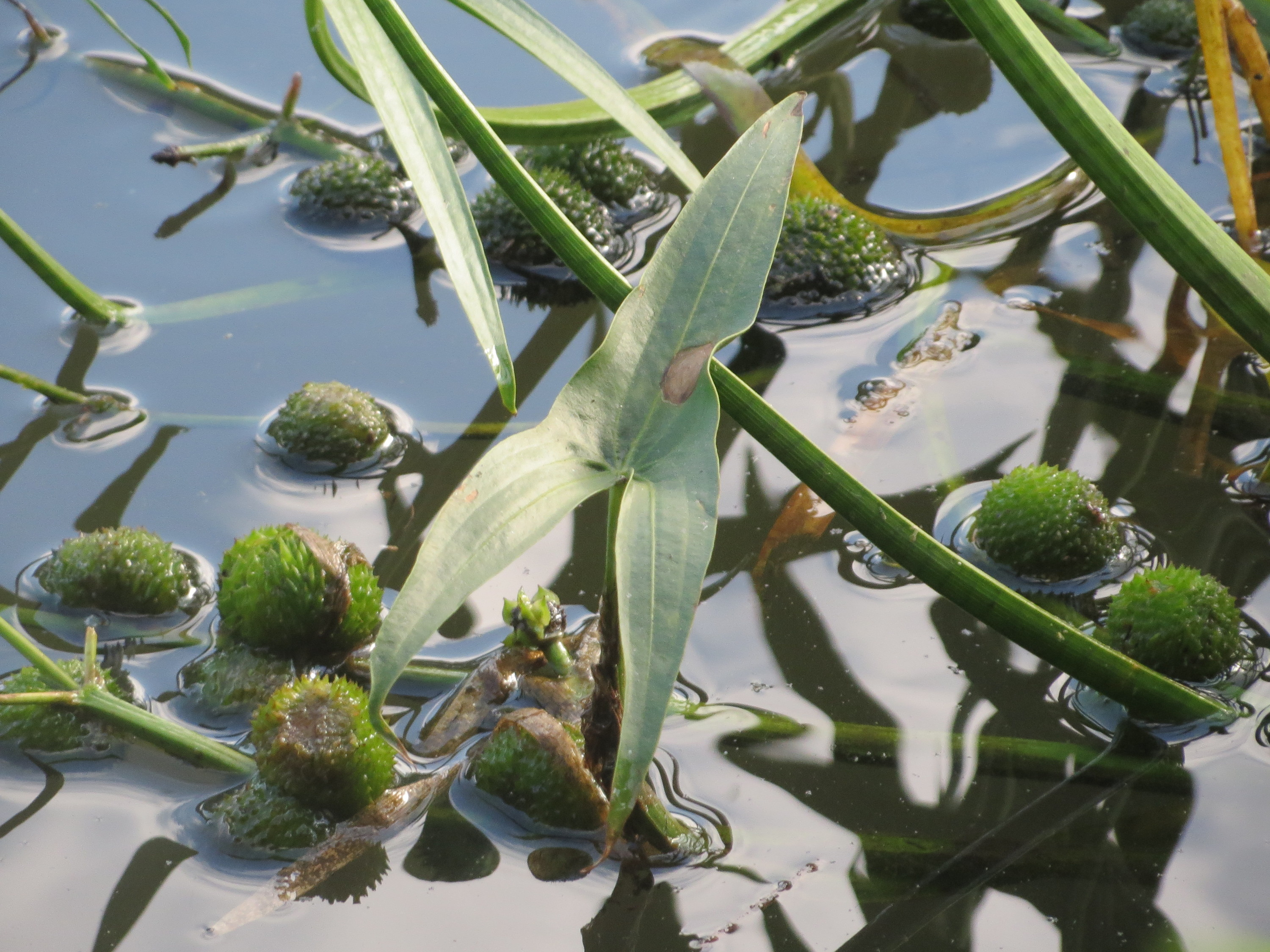
Frutti di sagittaria

È una pianta perenne erbacea, che cresce in acqua alta dai 10 ai 50 cm. Le foglie sopra l'acqua sono a forma di saetta, possono raggiungere una lunghezza di 15–25 cm ed una larghezza di 10–22 cm, e sono attaccate ad un gambo che può rimanere anche a 45 cm di distanza in altezza dall'acqua. La pianta possiede anche delle foglie sommerse sottili e lineari, lunghe fino a 80 cm e larghe 2. I fiori sono larghi dai 2 ai 2,5 cm, con tre piccoli sepali, tre petali bianchi e diversi stami viola.
Il periodo di fioritura va da giugno ad agosto. La sagittaria è monoica. L'infiorescenza terminale è portata su un fusto triangolare. Nella parte inferiore ci sono i fiori femminili più piccoli, bianchi. Più in alto ci sono i fiori maschili più grandi e con lo stelo più lungo, che hanno una macchia violacea.
I numerosi frutti sono acheni alati e appiattiti lunghi circa 2 mm, con tessuti galleggianti. Poiché i frutti sono impermeabili, possono galleggiare fino a 12 mesi.

## Distribuzione e habitat
La sagittaria è nativa di un'area che si estende dall'Europa alla Siberia e al Caucaso, crescendo in ambienti palustri in climi temperati.

## Usi

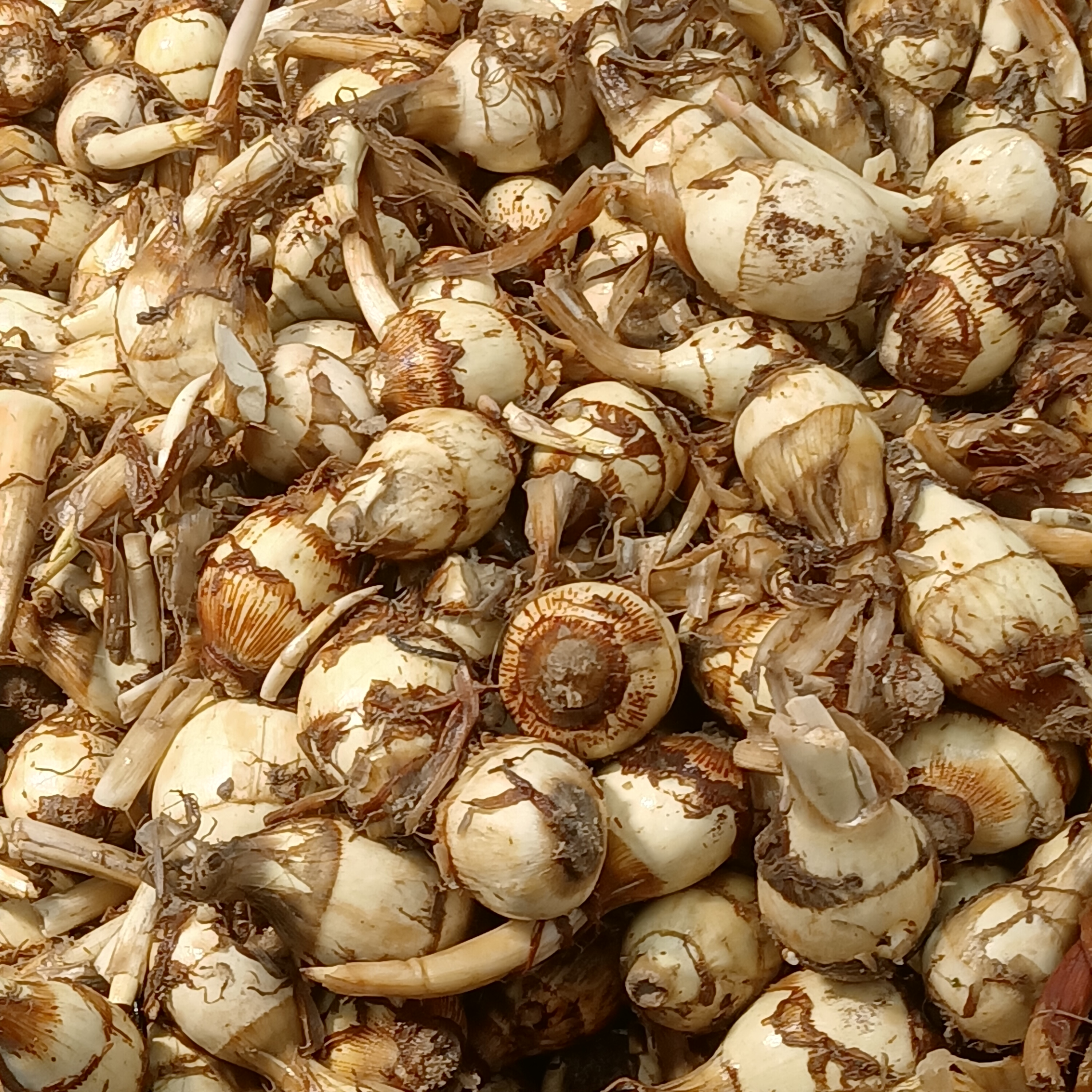
Tuberi di sagittaria

Il tubero rotondo è commestibile, ha un sapore insipido e una consistenza simile a quella di una patata, ma più croccante, anche quando è cotto. In Giappone è conosciuto come kuwai クワイ (慈姑) e il suo tubero viene mangiato soprattutto durante il periodo di Capodanno. In Cina, è conosciuto come 慈姑 cígū e spesso usato nei pasti caldi invernali.